# NetBus
NetBus или Netbus — программа дистанционного управления компьютерной системой Microsoft Windows по сети. Она была создана в марте 1998 года на Delphi Карлом-Фредриком Неиктером. Автор утверждал, что его программа создавалась, как «шутка», а не как программа, позволяющая незаконно проникать в компьютерные системы.
NetBus имеет клиент-серверную архитектуру.

## Сервер
Сервер должен быть установлен на компьютере, который будет дистанционно управляться. Это должен быть .EXE файл размером около 500 КБ. Символы и имена могли изменяться от версии к версии, но общие названия файлов были неизменными: «Patch.exe» и «SysEdit.exe».

## Клиент
Клиент — отдельная программа, представляющая собой графический интерфейс пользователя. Она помогает пользователю выполнять следующие действия:
- Запуск программы;
- Захват кадра;
- Просмотр файла;
- Закрытие системы;
- Туннелирование.

## Операционные системы
Клиент NetBus поддерживается следующими операционными системами:
- Windows 95
- Windows 98
- Windows ME
- Windows NT 4.0

Клиент NetBus также работает на ОС Windows 2000 и Windows XP.